# Mycobacterium avium paratuberculosis
Mycobacterium avium paratuberculosis es un bacilo Gram positivo ácido resistente (se tiñen con la tinción de Ziehl Neelssen), que puede provocar enfermedad intestinal crónica en diferentes especies animales, principalmente en bovinos. Está emparentada con el mycobacterium tuberculosis, agente causante de la tuberculosis humana. Se clasifica como una subespecie de Mycobacterium avium.

## Capacidad patógena
Mycobacterium avium paratuberculosis puede causar enfermedad en diferentes especies animales, incluyendo bovinos, camélidos, ovinos, caprinos, carnívoros silvestres y primates. En los bovinos provoca la enfermedad denominada paratuberculosis bovina, que consiste en una lesión de carácter crónico en el intestino que debilita considerablemente al animal y provoca perdidas en las explotaciones ganaderas por disminución en la producción de leche.

## Enfermedad de Crohn
Debido a las similitudes entre la paratuberculosis bovina y la enfermedad de Crohn en humanos, se ha postulado que mycobacterium avium paratuberculosis pudiera ser la causa de esta última enfermedad, sin embargo esta teoría no pasa de ser una hipótesis sin confirmación.[cita requerida]